# Victor Safonkin
Victor Safonkin, né en 1967 à Saransk en république de Mordovie, est un peintre surréaliste russe.
Safonkin décrit son travail comme de l'« eurosurréalisme » et du symbolisme. Sa peinture est nettement inspirée de celle de Salvador Dalí. Au début des années 2000, les œuvres de Safonkin commencent à remporter un franc succès et leur auteur se voit invité à exposer au parlement européen à Bruxelles en 2005.
En 2006, le groupe de rock britannique Killing Joke choisit une toile de Safonkin, Inhuman Rearing, comme couverture de leur nouvel album studio, Hosannas from the Basements of Hell. L'année suivante, Victor Safonkin participe à l'exposition itinérante Venus and the Female Intuition ainsi qu'à l'ouvrage du même nom, paru aux éditions Salbru.